# Fort Dauphin (Briançon)
Cet article concerne le fort de Briançon en France. Pour la ville de Madagascar, voir Fort-Dauphin.
Le fort Dauphin est un poste avancé assurant la surveillance du Vallon du Fontenil et la protection du Fort des Têtes et du Fort du Randouillet à Briançon. Il permettait avec l'aide du Fort des Salettes de verrouiller parfaitement la route vers l'Italie.

## Situation
Au pied de la pente nord-est de la crête de l'Infernet, un replat domine la rive gauche de la Durance. Il est à la même altitude que le fort des Trois Têtes (1 440 m) et à 500 m de distance, donc à portée utile de canon, et constituait au début du XVIIe siècle une position dangereuse.

## Histoire
Dès 1711, le projet d'un petit ouvrage carré appelé "Redoute projetée sur le plateau", est tracé sur la carte d'ensemble de l'ingénieur Tardif. La fin de la guerre de Succession d'Espagne (1713) et la mort de Louis XIV en stoppent la réalisation. Le changement de tracé de la frontière entraine, entre 1724 et 1734, la construction du système des forts permanents autour de Briançon.
De simple redoute des avant-projets, c'est un véritable fort qui est réalisé et qui reçut, en 1729 le nom de fort Dauphin, en l'honneur de la naissance de Louis, Dauphin de France, quatrième enfant de Louis XV et futur père de Louis XVI. Rebaptisé en 1793, en fort Lutin, l'ouvrage est un peu modifié, à l'exception de l'adjonction, de 1874 à 1877 d'un magasin à poudre. Surclassé par la nouvelle artillerie rayée à partir de 1858, et à peu près impossible à renforcer efficacement, l'ouvrage passe en seconde ligne avec la construction des nouveaux forts détachés.
La totalité du fort a été classée aux Monuments historiques le 6 juillet 2007.